# Calle de las Cercas Bajas
La calle de las Cercas Bajas es una vía pública de la ciudad española de Vitoria.

## Historia y descripción

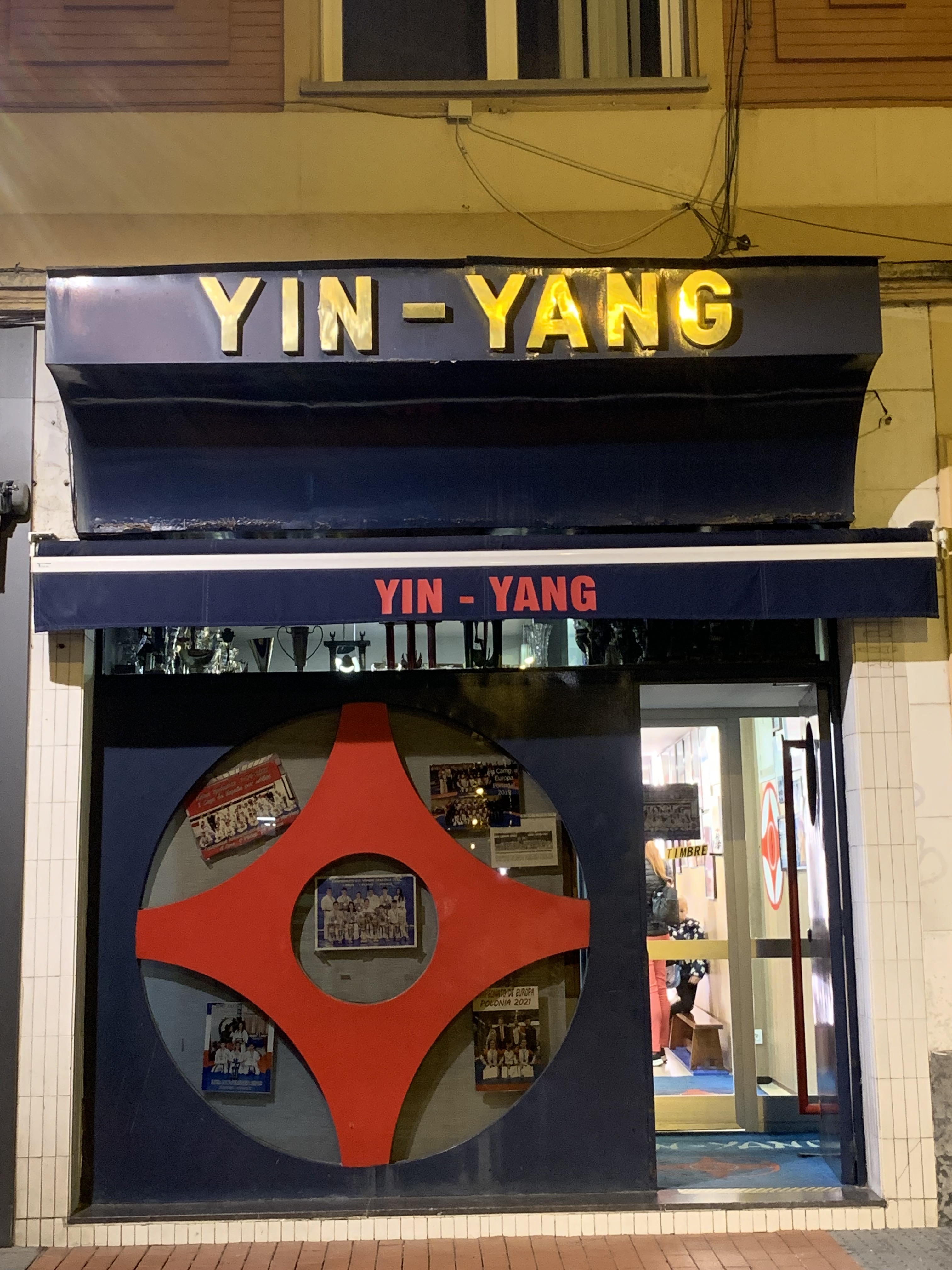
El gimnasio de kárate Yin-Yang, abierto en la calle en 1976

El nombre es el primitivo, el que, según Colá y Goiti, se le dio en el siglo XIII. Antes había integrado el barrio de Labradores. Principiaba en la calle de la Magdalena, a la altura en la que se encontraba el convento de Santa Brígida, y concluía en la de Aldabe. A comienzos del siglo XX, albergaba, en el número 41, varias dependencias municipales, incluido un parque contra incendios edificado en 1881. Por aquel entonces, aglutinaba todavía lo que luego pasaría a ser la calle de Vicente Goicoechea. En la actualidad, discurre desde esa calle hasta donde la de la Fundadora de las Siervas de Jesús crea con la de Aldabe una pequeña plazoleta. Tiene cruces con las calles de Joaquín José Landázuri, de Félix María Samaniego y del Beato Tomás de Zumárraga.
En el número 61, asimismo, se encontraba la Electra Hidráulica Alavesa, de 1898. En la calle tuvo hogar Izaskun Arrue Goikoetxea, maestra y enfermera, fundadora de la primera ikastola de la ciudad.